# Veenbes
Tot en met de 22e druk van Heukels' Flora van Nederland werd veenbes (Oxycoccus) beschouwd als een geslacht in de heidefamilie (Ericaceae) met in Nederland twee soorten: de cranberry en de kleine veenbes. In de 23e druk werd dit geslacht niet meer als zelfstandig geslacht beschouwd, maar als ondergeslacht van het geslacht bosbes (Vaccinium subg. Oxycoccus). Heukels' flora volgde hiermee de opvatting van Flora Europaea.
Het ondergeslacht omvat onder andere de volgende soorten:
- Cranberry (Vaccinium macrocarpon, synoniem: Oxycoccus macrocarpos) of lepeltje(s)heide, ook korte tijd grote veenbes genoemd
- Kleine veenbes (Vaccinium oxycoccos, synoniem Oxycoccus palustris) of veenbes
- Vaccinium microcarpum
- Vaccinium erythrocarpum

Uit veenbessen worden verschillende dranken gestookt.
Volgens een oude volkswijsheid helpen veenbessen een blaasontsteking voorkomen; onderzoek door onder andere het Academisch Medisch Centrum (Universiteit van Amsterdam) bevestigde dit.[dode link]

## Wereldwijde productie
| Topproducenten van veenbessen (cranberries) 2020 | Topproducenten van veenbessen (cranberries) 2020 |
| Land                                             | Productie (ton)                                  |
| ------------------------------------------------ | ------------------------------------------------ |
| Verenigde Staten                                 | 355.163                                          |
| Canada                                           | 151.903                                          |
| Chili                                            | 128.054                                          |
| Wereldproductie                                  | 663.345                                          |